# Fungiacyathus sibogae
Espèce
Statut CITES
Fungiacyathus sibogae est une espèce de coraux appartenant à la famille des Fungiacyathidae.